# Psaenythia variabilis
Psaenythia variabilis är en biart som beskrevs av Adolpho Ducke 1908. Psaenythia variabilis ingår i släktet Psaenythia och familjen grävbin. Inga underarter finns listade i Catalogue of Life.